# Chabab
Chabab (arabski: خبب ), syryjski: ܓ ܒ ܒ, Chababb) – miasto w południowej Syrii na płaskowyżu Hauran leżącym w środkowej części prowincji Dara przy autostradzie z Dary do Damaszku, stolicy Syrii, w odległości 70 km od granicy z Jordanią.
Dawna nazwa miasta Abiba oznacza w języku aramejskim zwykłą zieloną trawę.

## Ludność
Liczba ludności waha się od 8 tys. do 10 tys. (w zależności od pory roku). W okresie letnim, gdy większość ludzi powraca z wakacji letnich, liczba ta wzrasta do około 40 tys. (przybywają wtedy osoby mieszkające poza Syrią; większość z nich jest rozproszona pomiędzy Francją, USA, Kanadą, Brazylią i Australią oraz w krajach arabskich).
Populację Chabab stanowią chrześcijanie obrządku melchickiego).
W Chabab znajdują się cztery kościoły, wśród nich katedra Najświętszej Marii Panny i Bazylika św. Ryty.

## Język
Najczęściej używanym językiem jest arabski. Inne języki to francuski i język oryginalny kościoła greckiego. Angielski staje się coraz bardziej powszechny.